# 菊池一仁
菊池一仁 （1977年10月15日—），日本作曲家。生于音樂世家，其祖母菊池章子是演唱『岸壁の母』的著名的演歌歌手。哥哥菊池正Kuki是camino樂隊的吉他手。
菊池一仁在1998年通過TRF的『BE FREE』以作曲家身份出道，為濱崎步和Every Little Thing等創作出許多膾炙人口的作品，获得日本唱片大赏最佳作曲奖和最佳歌曲奖。
2001年11月开始任二人樂隊BREATH的吉他手，主唱為金筑卓也。发行<Heart of Mine>和<Jukebox>，以及一张精选<B Best>，作曲均由菊池一仁負責。2005年10月21日樂隊解散后继续做作曲生涯。
2007年到2011年担任中國藝人alan的音樂制作人。2012年将事业重心专为DJ，并以DJ YIREN的艺名进行活动。
2013年被东京音乐大学流行曲作曲系聘请为讲师。

## 重要作品
- TRF

1. BE FREE
2. embrace

- V6

1. over（作曲）
2. Believe Your Smile（作词・作曲）
3. 自由であるために（作曲）
4. キセキのはじまり（作曲）
5. 旅立ちの翼（作曲）

- Every Little Thing

1. fragile
2. キヲク
3. UNSPEAKABLE、ルーム、nostalgia
4. しあわせの风景
5. 恋をしている

- 浜崎あゆみ

1. Depend on you
2. As if...
3. WHATEVER
4. appears
5. immature
6. Who...
7. vogue
8. Far away（D・A・Iとの共作）
9. SURREAL
10. About You
11. Replace
12. HEAVEN
13. Beautiful Fighters
14. オヒアの木

- 幸田来未

1. TAKE BACK
2. Trust Your Love

- 鈴木亞美

Crystal
- EXILE

1. O'ver

- 郷ひろみ/松田圣子

1. True Love Story（duetシングル）

- Rin'

1. 八千代ノ风

- mink

1. 苍き狼

- 賴雅妍

1. 愛的勇氣

- alan

1. 明日への讃歌（第1张单曲）
2. ひとつ（第2张单曲）
3. 懐かしい未来～longing future～ (第3张单曲)
4. 空唄 (第4张单曲)
5. 風の手紙 (第5张单曲)
6. 恵みの雨 (第7张单曲)
7. BALLAD～名もなき恋のうた～(第10张单曲)
8. Swear (第11张单曲)
9. Diamond/Over the clouds (第12张单曲)

- 羅志祥

1. 愛轉角（作曲）
2. 幸福囉（作曲）

- 小紫 Vanessa

1. Love Again（第1張單曲）